# Минами-Альпс
Минами-Альпс (яп. 南アルプス市 Минами-Арупусу-си) — город в Японии, находящийся в префектуре Яманаси. Площадь города составляет 264,07 км², население — 71 346 человек (1 августа 2014), плотность населения — 270,18 чел./км².
Город образован 1 апреля 2003 года в результате объединения четырёх городов: Сиранэ, Вакакуса, Кусигата, Коса — и двух посёлков: Хатта и Асиясу. Название Минами-Альпс буквально означает «Южные Альпы».

## Географическое положение
Город расположен на острове Хонсю в префектуре Яманаси региона Тюбу. С ним граничат города Нирасаки, Хокуто, Каи, Тюо, Ина, Сидзуока и посёлки Итикавамисато, Фудзикава, Хаякава, Сёва.

## Население
Население города составляет 71 346 человек (1 августа 2014), а плотность — 270,18 чел./км². Изменение численности населения с 1980 по 2005 годы:
| 1980 | 54 123 чел. |  |
| 1985 | 58 298 чел. |  |
| 1990 | 62 351 чел. |  |
| 1995 | 67 504 чел. |  |
| 2000 | 70 116 чел. |  |
| 2005 | 72 055 чел. |  |